# Eduard Friedrich Ewers

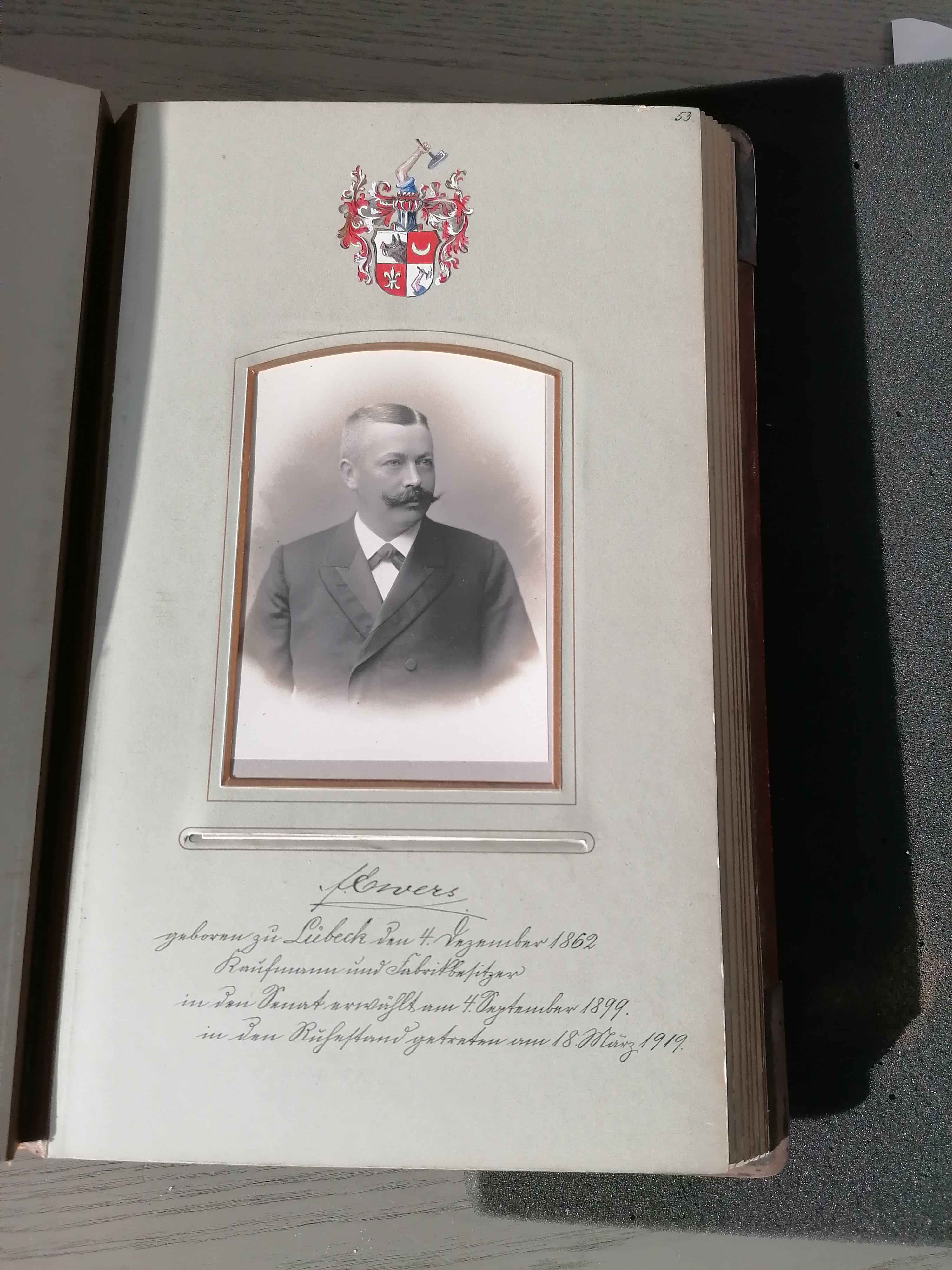
Erwählter Senator (1899)

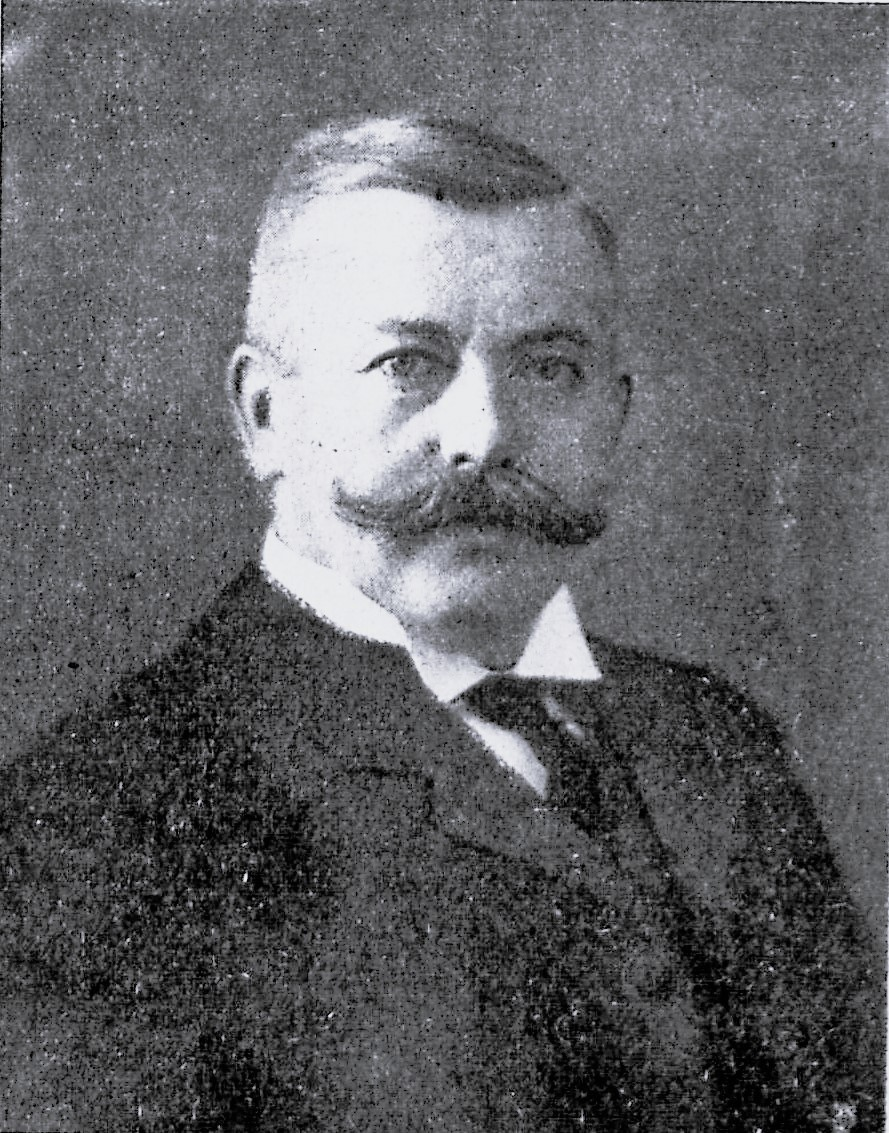
Senator Eduard Friedrich Ewers

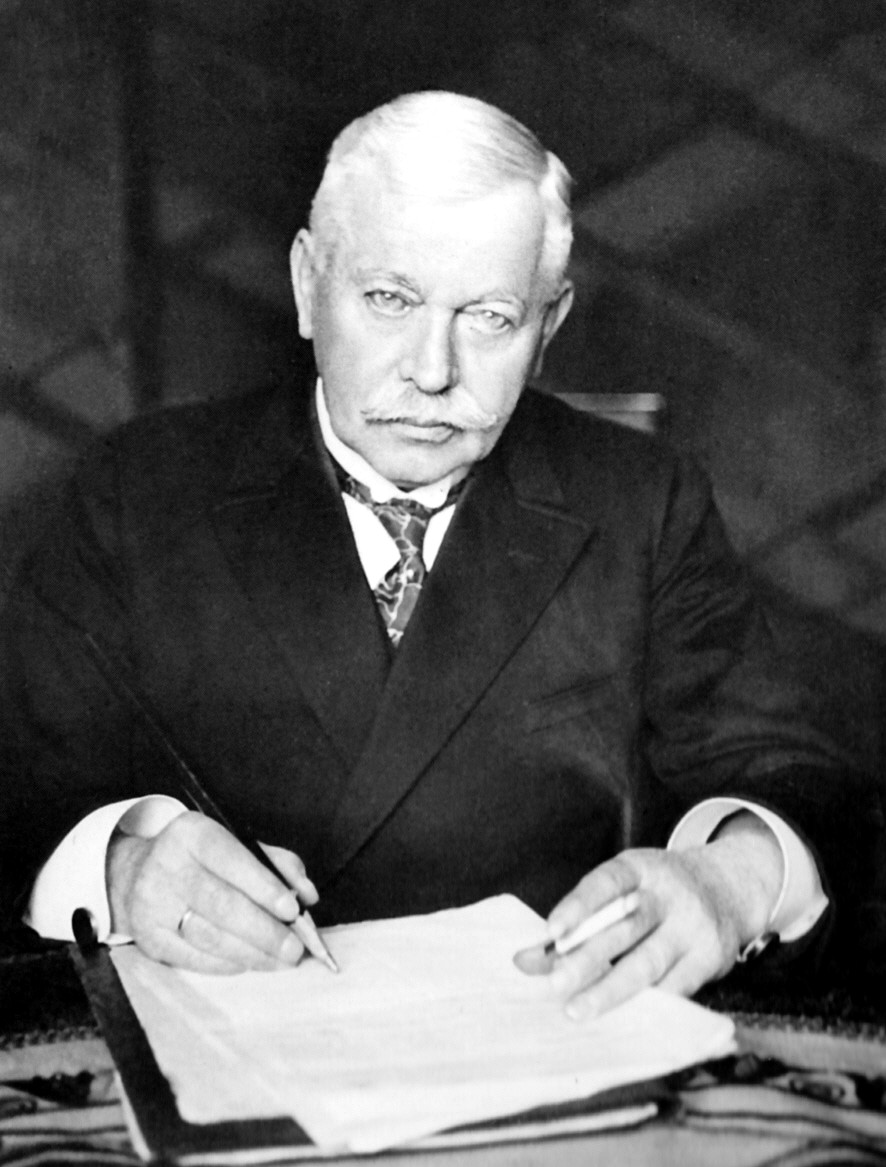
Eduard Friedrich Ewers (um 1930)

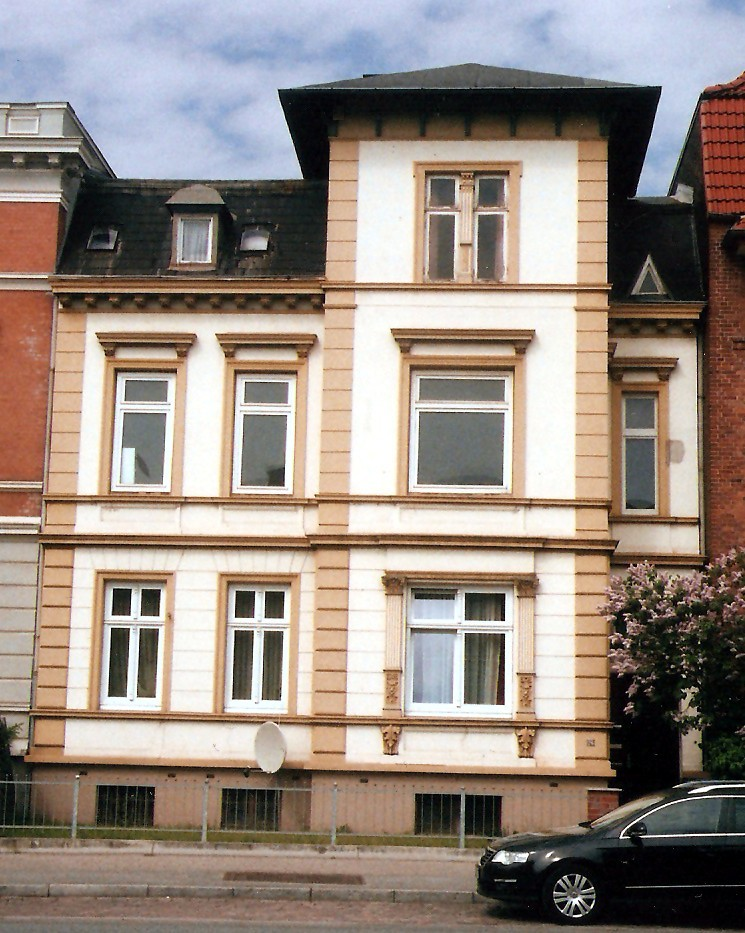
Einstiges Wohnhaus des Senators

Eduard Friedrich Ewers (* 4. Dezember 1862 in Lübeck; † 7. Februar 1936 ebenda) war ein deutscher Unternehmer und Senator der Hansestadt Lübeck.

## Leben

### Herkunft
Ewers wurde als Sohn des Lübecker Kaufmanns Friedrich Ewers und dessen erster Ehefrau Therese von Großheim geboren. Der Schriftsteller Ludwig Ewers war sein jüngerer Bruder.

### Laufbahn
Er machte nach dem Schulbesuch auf dem Katharineum eine kaufmännische Ausbildung. 1882–87 war er in Kolumbien und in England tätig, um internationale Geschäftserfahrung zu erwerben. Nach Lübeck zurückgekehrt, wurde er Teilhaber im Handelsgeschäft seines Vaters. 1897 wurde er in die Lübecker Bürgerschaft gewählt und 1899 wurde er Senator der Hansestadt. Er gehörte zu den führenden Männern der Lübecker Industrie, für deren Aufblühen er sich zusammen mit dem Senator Emil Possehl besonders einsetzte.
Während des Kaisermanövers im September des Jahres 1904 beherbergte der Senator den Prinzen Heinrich in seinem Hause.
Im Senat erwarb er sich große Verdienste in der Kommission Für Handel und Schiffahrt auf dem Gebiet der Handels- und Schifffahrtsfragen. Er war Vorsitzender der Behörde für die Seeschifffahrtsschule und der Kommission für Seeschiffer-, Seesteuermanns- und Seedampfschiffsmaschinistenprüfungen, Mitglied der Behörde für Travemünde sowie ab 1906 Staatskommissar der Deutschen Seewarte in Hamburg. Zudem war er Vorsitzender der Betriebsbehörde, der Elektrizitätswerke sowie der Gas- und Wasserwerke.
Bereits bevor er in den Senat gewählt wurde, tat er sich auf mannigfachen Gebieten des öffentlichen Lebens hervor. Als Mitglied der Lübecker Handelskammer wirkte er speziell im Ausschuss für Zoll- und Industrieangelegenheiten mit. Im Industrieverein, dem er seit 1901 vorstand, erwarb er sich besondere Verdienste in der Begutachtung der Eisenbahnangelegenheiten.
Hingebungsvoll widmete er sich schon seit frühester Jugend dem Aufschwung Travemündes zu einem erstklassigen Badeort. Mit seinem Umzug nach Travemünde 1913 übernahm er die Behörde für das Seebad.
Der am 4. September 1899 in den Senat gewählte Senator wurde am 18. März 1919 in den Ruhestand versetzt.

### Familie
Ewers heiratete eine Schwester von Johann Paul Leberecht Strack, der zugleich sein Teilhaber war.

#### Walter

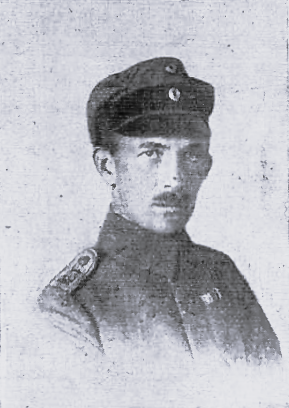

Walter wurde am 11. Mai 1892 in Lübeck geboren. Er besuchte das Katharineum bis zur U III a und wechselte dann ins Johanneum über. Nach seinem Abiturium 1910 wollte er Ingenieur werden und arbeitete je ein halbes Jahr auf dem Hochofenwerk Lübeck und dem Drägerwerk. Um seine bei früheren Besuchen in London gewonnenen Kenntnisse im Englischen zu vervollkommnen, besuchte er ein halbes Jahr die Technische Hochschule in Manchester. Danach ging er nach München, wo er als Einjährig-Freiwilliger bei der kgl. Bayerischen Feldartillerie seiner Dienstpflicht nachkam. Im Anschluss studierte er vier Semester hindurch Chemie und Hüttenkunde. Nachdem er 1 ½ Semester Vorlesungen an der Hochschule in Aachen hörte, rief ihn der Kriegsausbruch zu seinem Regiment. Er rückte mit ihm als Vizewachtmeister zunächst nach Lothringen, anschließend zu den Schlachten in Nordfrankreich und Flandern. Anfang 1915 zum Leutnant befördert, wurde er bald Adjutant beim Stabsoffizier der Flugabwehrkanonen im AOK des Prinzen Rupprecht. Auch als Frontoffizier blieb er bis Anfang 1917 bei dieser Waffe. Nach einer dreimonatigen Ausbildung bei der Fliegertruppe in Bayern wurde er nacheinander verschiedenen Fliegerabteilungen in Nordfrankreich zugeteilt. Als Flugzeugführer erledigte er hier sowohl zahlreiche Beobachtungs-, Sicherungs- und Kampfflüge als auch Luftkämpfe. Er erhielt das EK I und Flugzeugführer-Abzeichen. Anfang 1918 wurde ihm eine bayrische Jagdstaffel anvertraut, die zunächst über dem Elsass eingesetzt wurde. Im April 1918 wurde er zum Oberleutnant befördert und mit seiner Staffel in die Gegend der Somme kommandiert. Am 15. Mai 1918 fiel er im Luftkampf mit drei englischen Fliegern, von denen er einen zum Absturz brachte, nachdem er neun Gegner bezwungen hatte. Er war Träger des bayrischen Militärverdienstordens IV. Klasse mit Schwertern und des Hanseatenkreuzes. Zum Zeitpunkt seines Todes war er zur Krone des bayrischen Militärverdienstordens und zum Ritterkreuz des Königlichen Hausordens von Hohenzollern mit Schwertern eingegeben.